# Rosmaringasse 4 (Bad Liebenwerda)

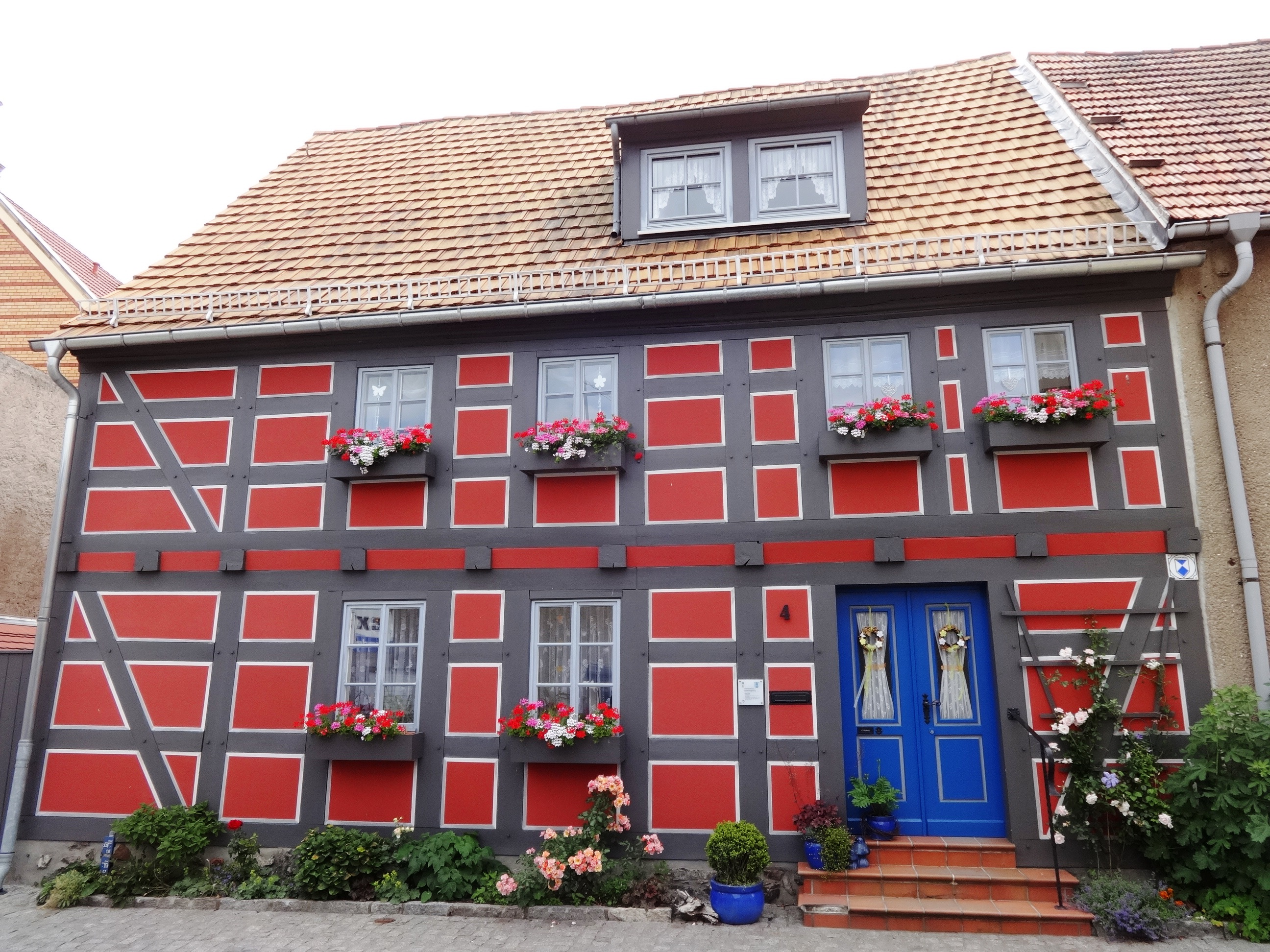
Fachwerkhaus in der Rosmaringasse 4

Das Haus in der Rosmaringasse 4 ist ein denkmalgeschütztes Gebäude in der Kurstadt Bad Liebenwerda im Landkreis Elbe-Elster im Bundesland Brandenburg.
Das Bauwerk entstand in Fachwerkbauweise um 1800 und ist im Jahr 2015 eines der wenigen erhalten gebliebenen Gebäude der Stadt, die auch äußerlich ihre ursprüngliche Bausubstanz zeigen. 1902 brachten die damaligen Besitzer am Giebel mehrere Kacheln aus der Zeit um 1800 an. Die weißen Reliefs stammen von dem Gebäude am Markt 27. Der Keller des Gebäudes ist Experten zufolge deutlich älter. 2008 erfolgte eine umfangreiche Sanierung.